# 龍國&始炫
龍國&始炫（：／ Longguo & Shihyun），成員有金龍國、金始炫 ，二人於2017年參加韓國選秀節目PRODUCE 101 (第二季)，但金始炫於節目初期便因為健康原因，從《PRODUCE 101 第二季》退出 ，而金龍國憑著出色的嗓音在小組競賽中表演〈너였다면 / 如果是你〉受到注目 ，最終獲得第21名。於2017年7月29日，舉行首次官方粉絲見面會《JIN LONGGUO & KIM SHIHYUN 1ST FANMEETING <HELLO>》，並於2017年8月1日以小分隊形式出道 ，二人於出道曲《the.the.the》活動後 ，金始炫重新回到練習生身份 , 金龍國加入活動期為7個月的限定團體JBJ ，解散後於2018年6月13日以SOLO歌手身分發行首張數位單曲專輯《CLOVER》出道。

## 現任成員
金龍國（김용국，羅馬拼音：Jin Long Guo）
出生日期：1996年3月2日
出生地： 中国吉林省和龍市
金始炫（김시현，羅馬拼音：Kim Shi Hyun）
出生日期：1998年5月6日
出生地： 

## 音樂作品

### 迷你專輯
| 專輯 | 專輯資料                                                                             | 曲目                                                                                                   |
| 1st  | 首張迷你專輯《the.the.the》 - 發行日期：2017年8月1日 - 語言：韓語 - 專輯銷售:32,935+ | 曲目 1. stay here 2. the.the.the 3. love taste 4. wonderland 5. the.the.the(inst.) 6. stay here(inst.) |